# Osternienburger Land
Osternienburger Land település Németországban, azon belül Szász-Anhalt tartományban. Lakosainak száma 8259 fő (2023. december 31.).

## Története
A közösség 2010. január 1-jén jött létre a következő települések közötti terület-változtatási megállapodás révén:
- Chörau
- Diebzig
- Dornbock
  - Bobbe
- Drosa
- Elsnigk
  - Würflau
- Großpaschleben
  - Frenz
- Kleinpaschleben
  - Mölz
- Libbesdorf
  - Rosefeld
- Micheln
  - Klietzen
  - Trebbichau
- Osternienburg
  - Pißdorf
  - Sibbesdorf
- Reppichau
- Trinum
- Wulfen
- Zabitz
  - Maxdorf
  - Thurau

## Látnivalók
- Diebzigi vadászkastély: A jelenlegi kastély 1792-ben épült Károly Lajos anhalt–bernburg–schaumburg–hoymi herceg(wd) megbízásából.
- Großpaschlebeni vízi vár: A kastély a környező árokkal a 17. század elején épült Heinrich von Wuthenau megbízásából. (Az épületet 1945 óta használják nyugdíjas otthonnak.)[3]
- Tájház Wulfenben
- Malommúzeum Reppichauban

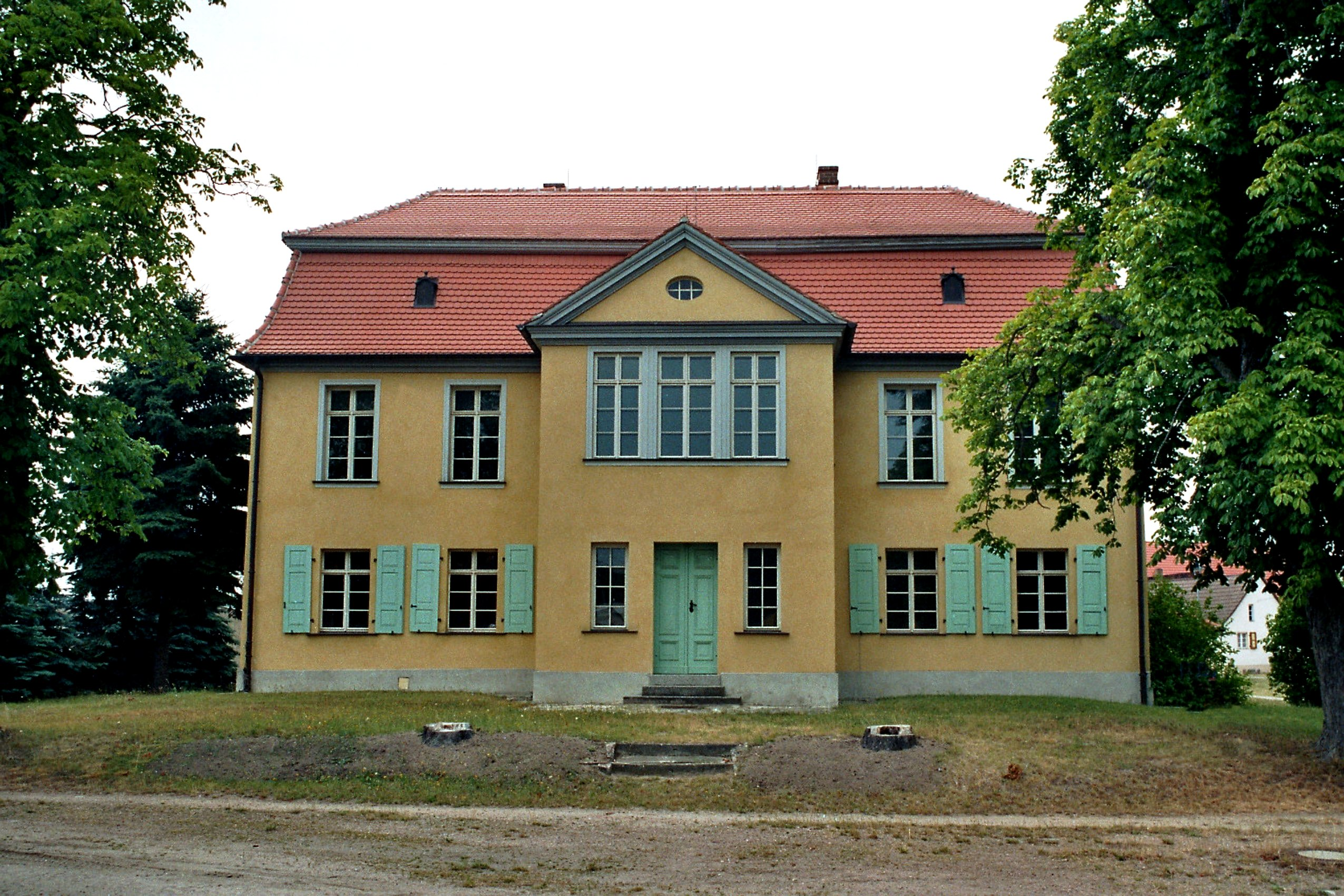
Diebzig
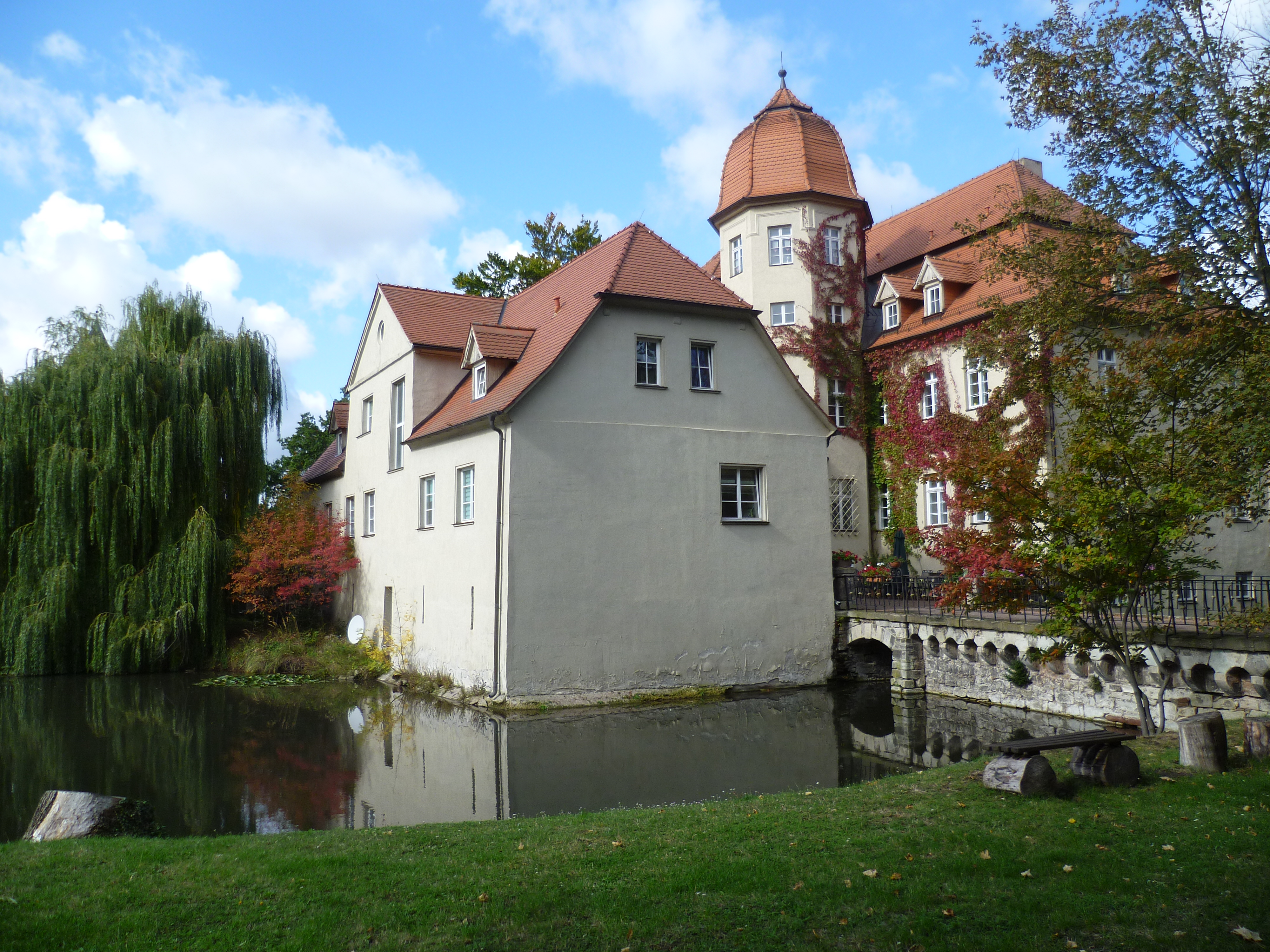
Großpaschleben

Templomok
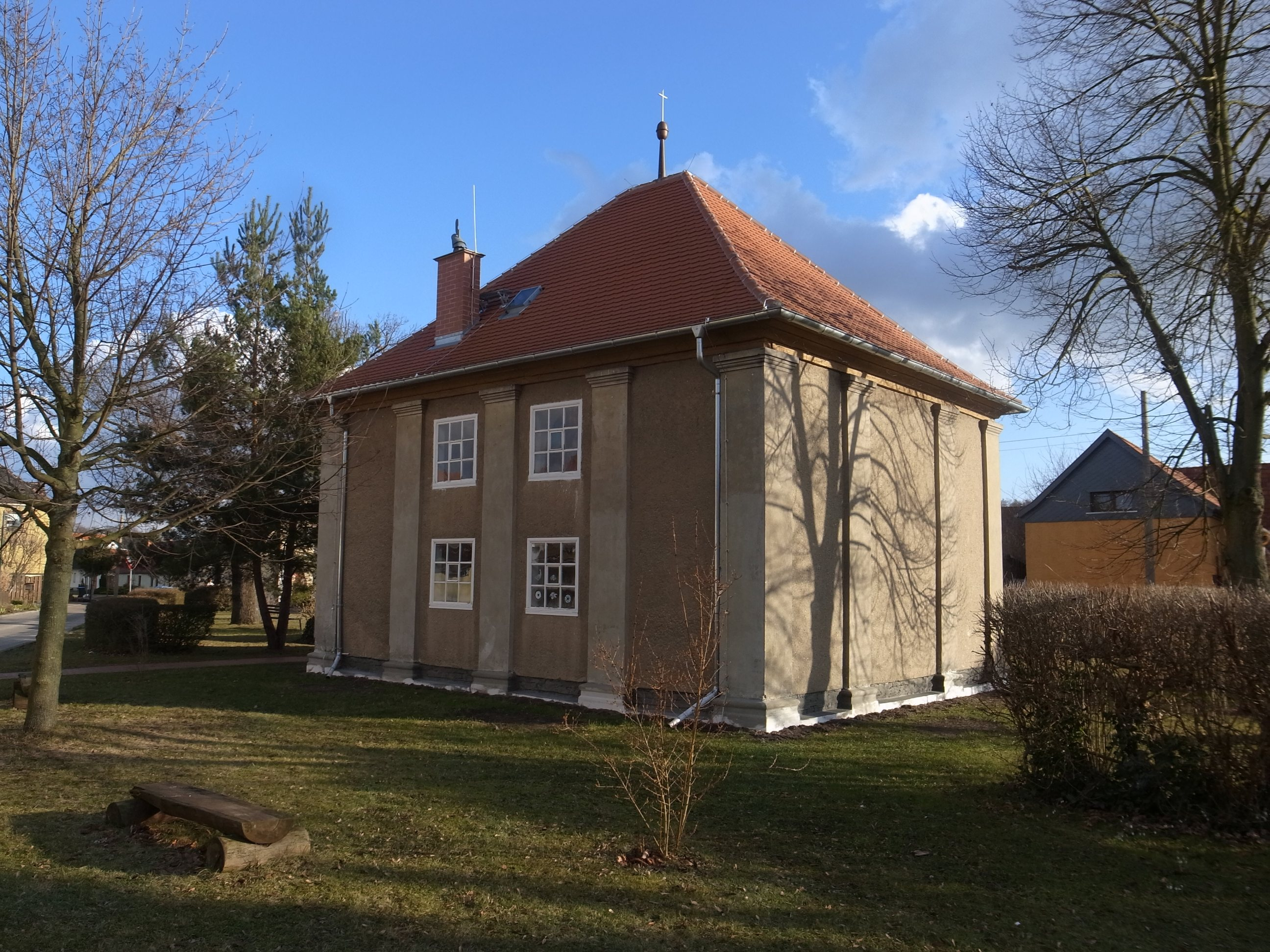
Chörau
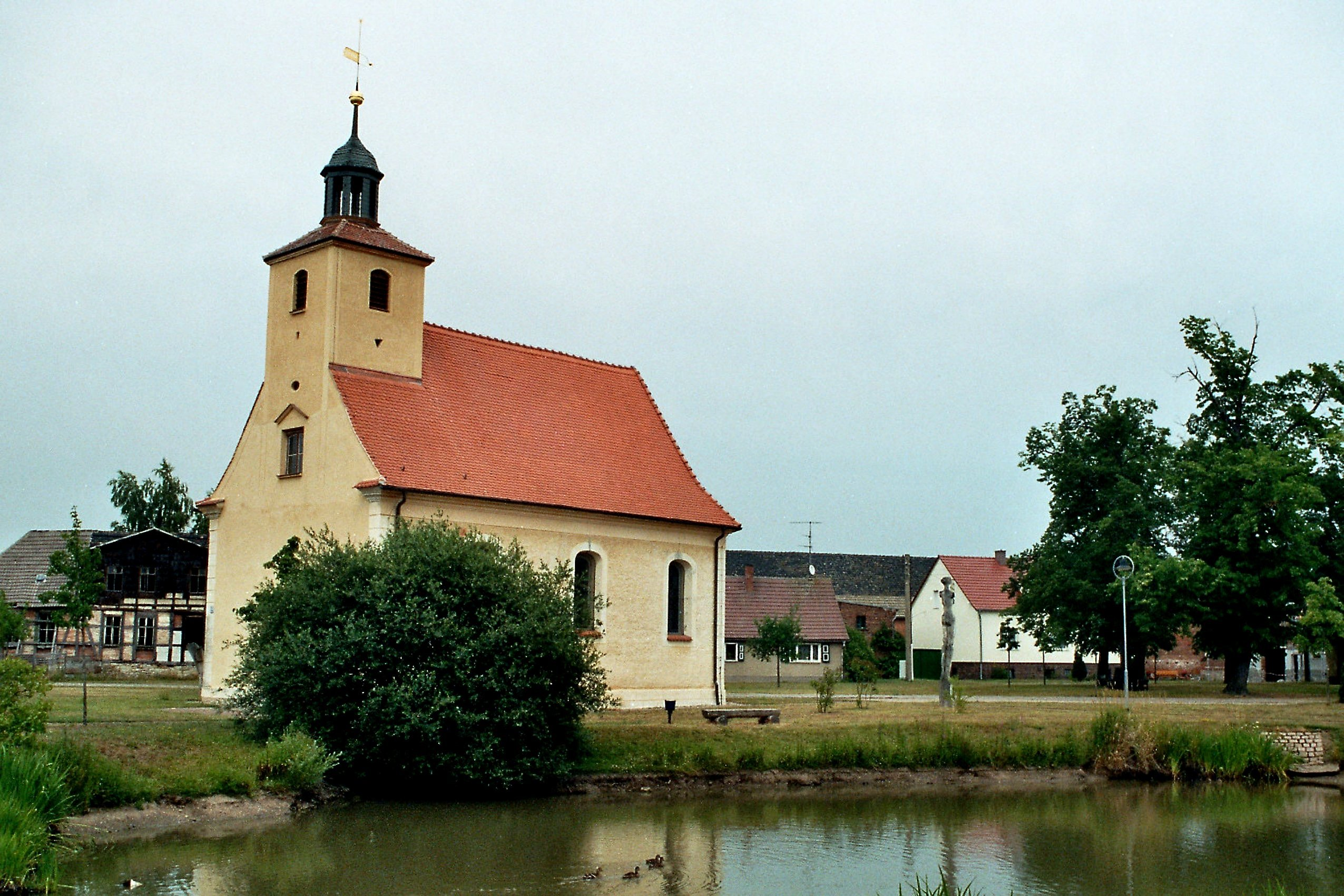
Diebzig
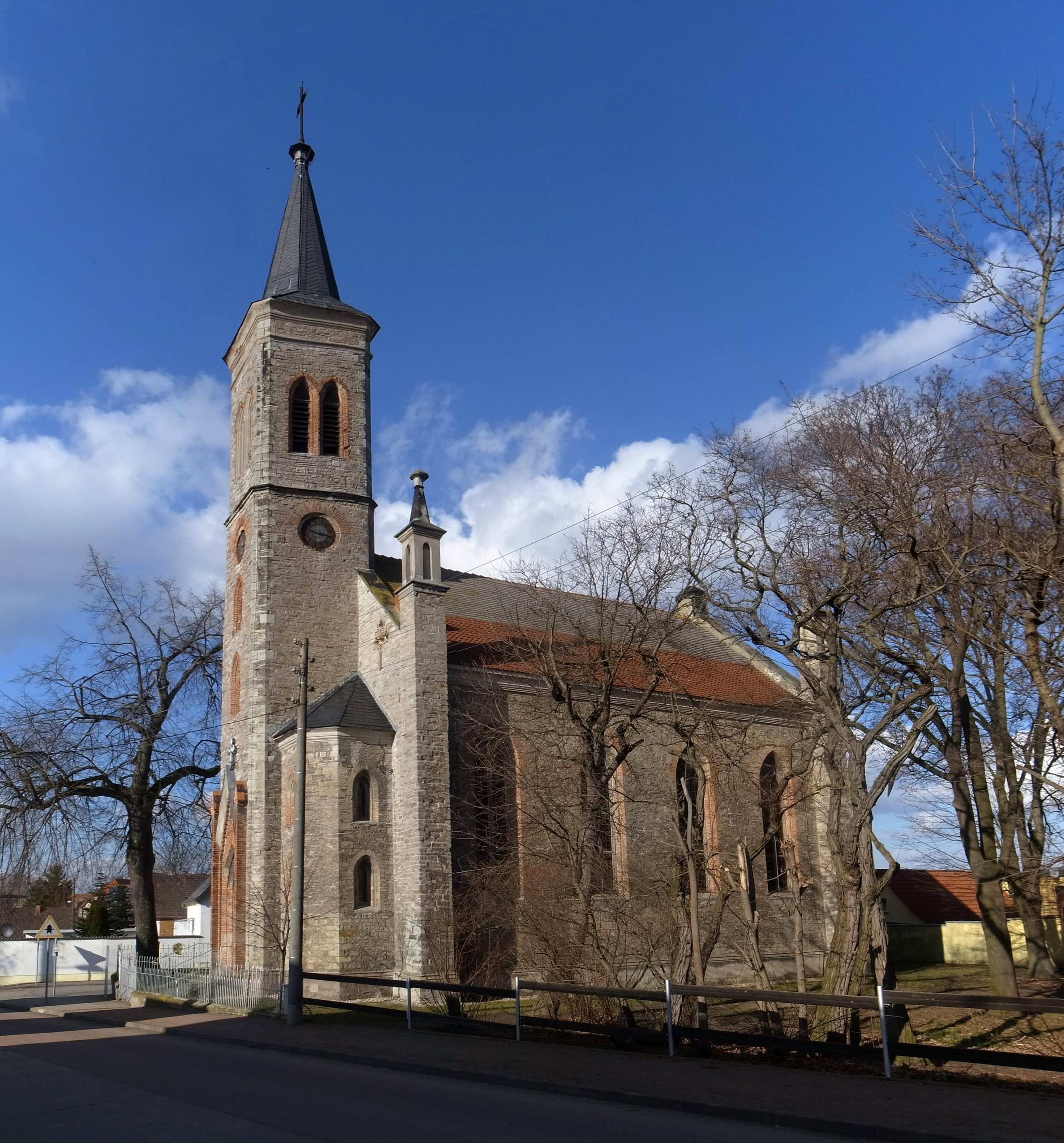
Drosa
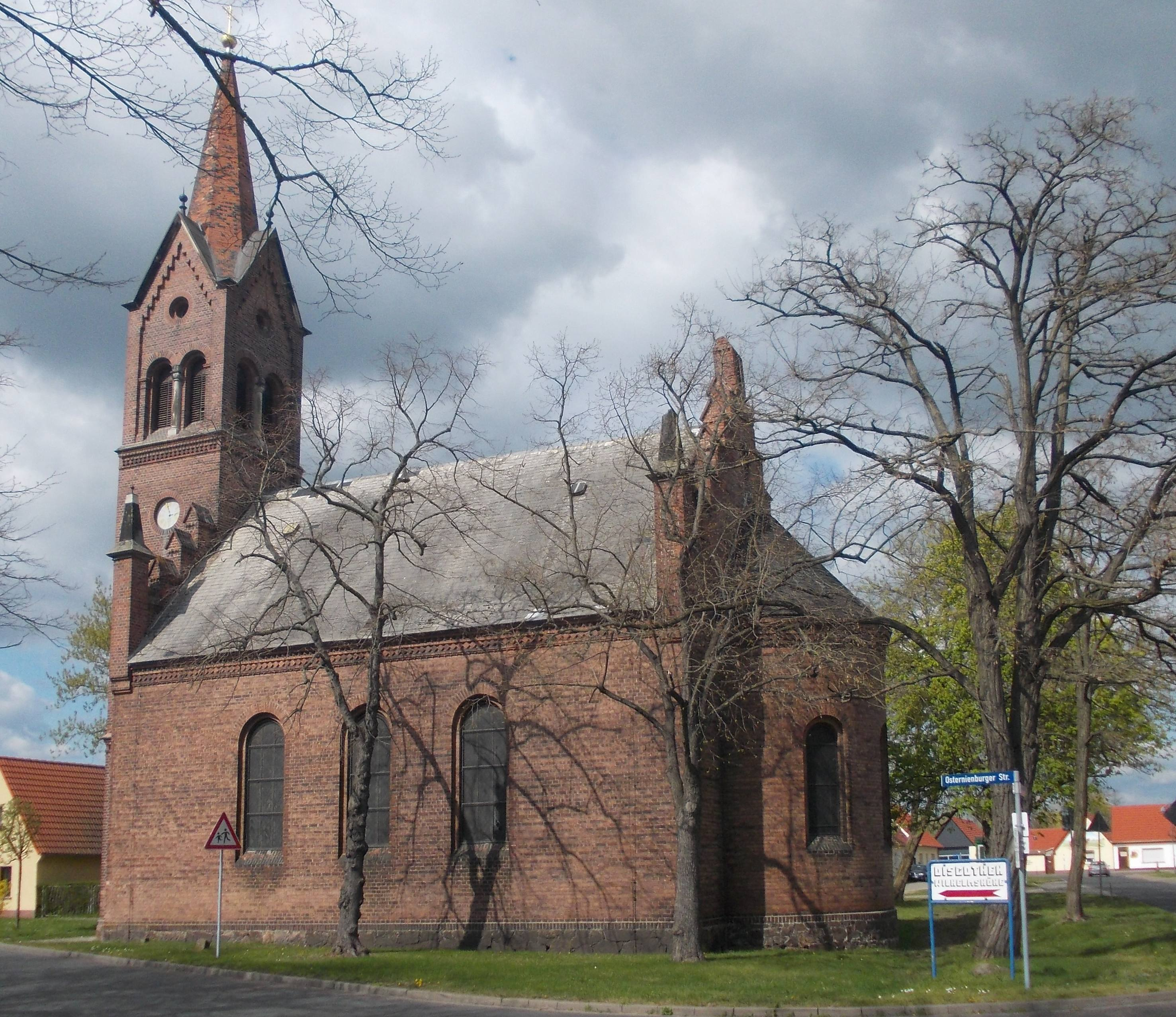
Elsnigk
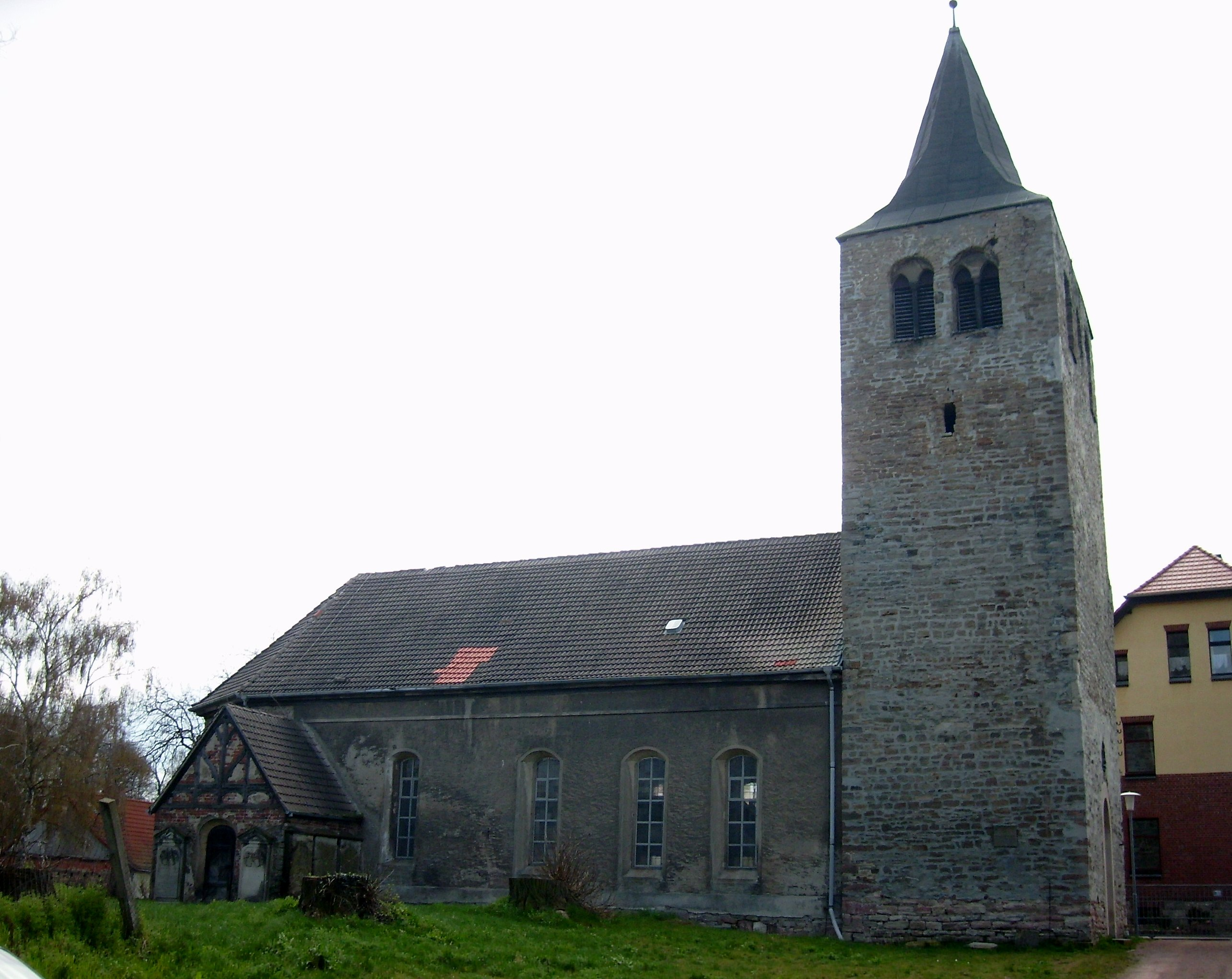
Großpaschleben
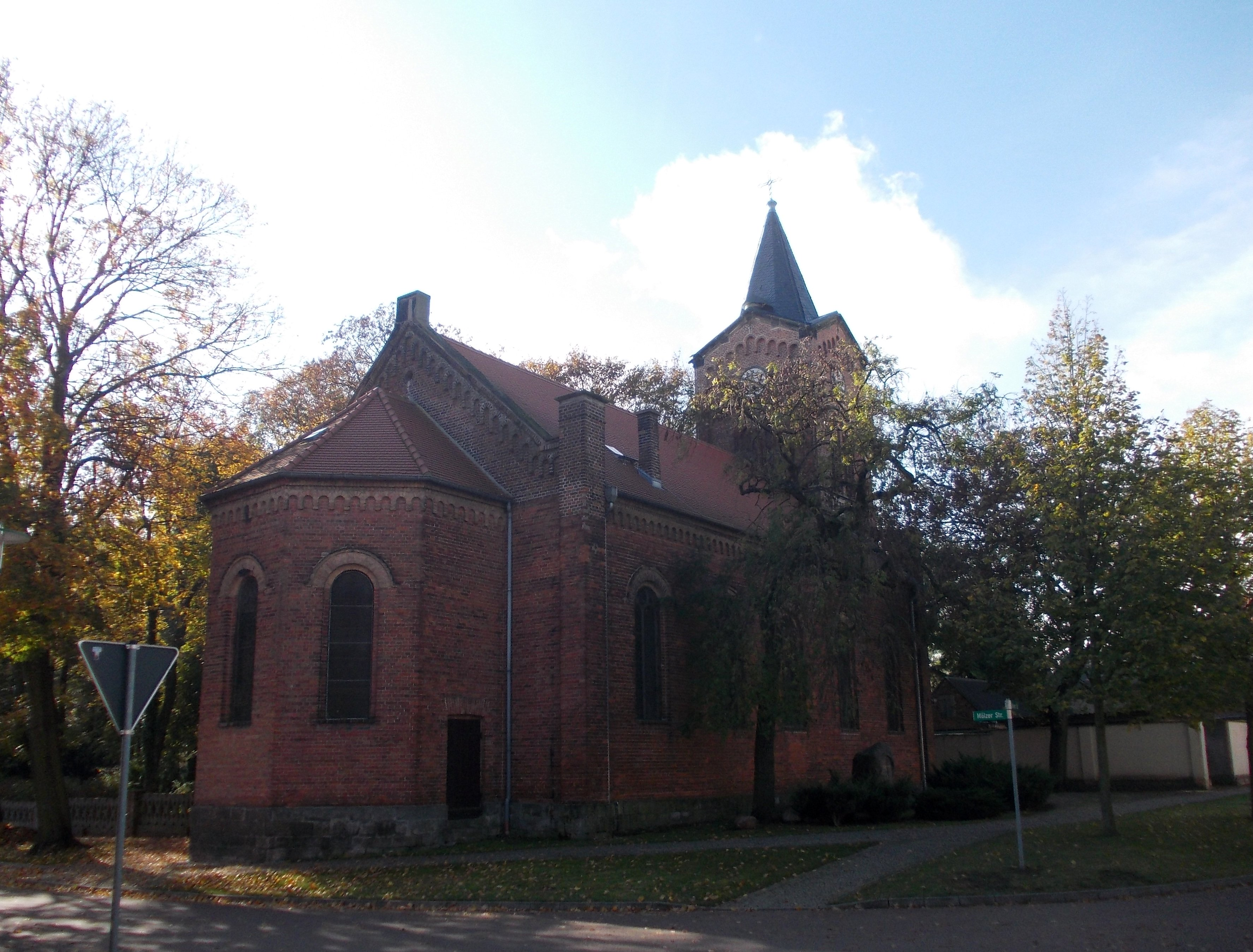
Kleinpaschleben
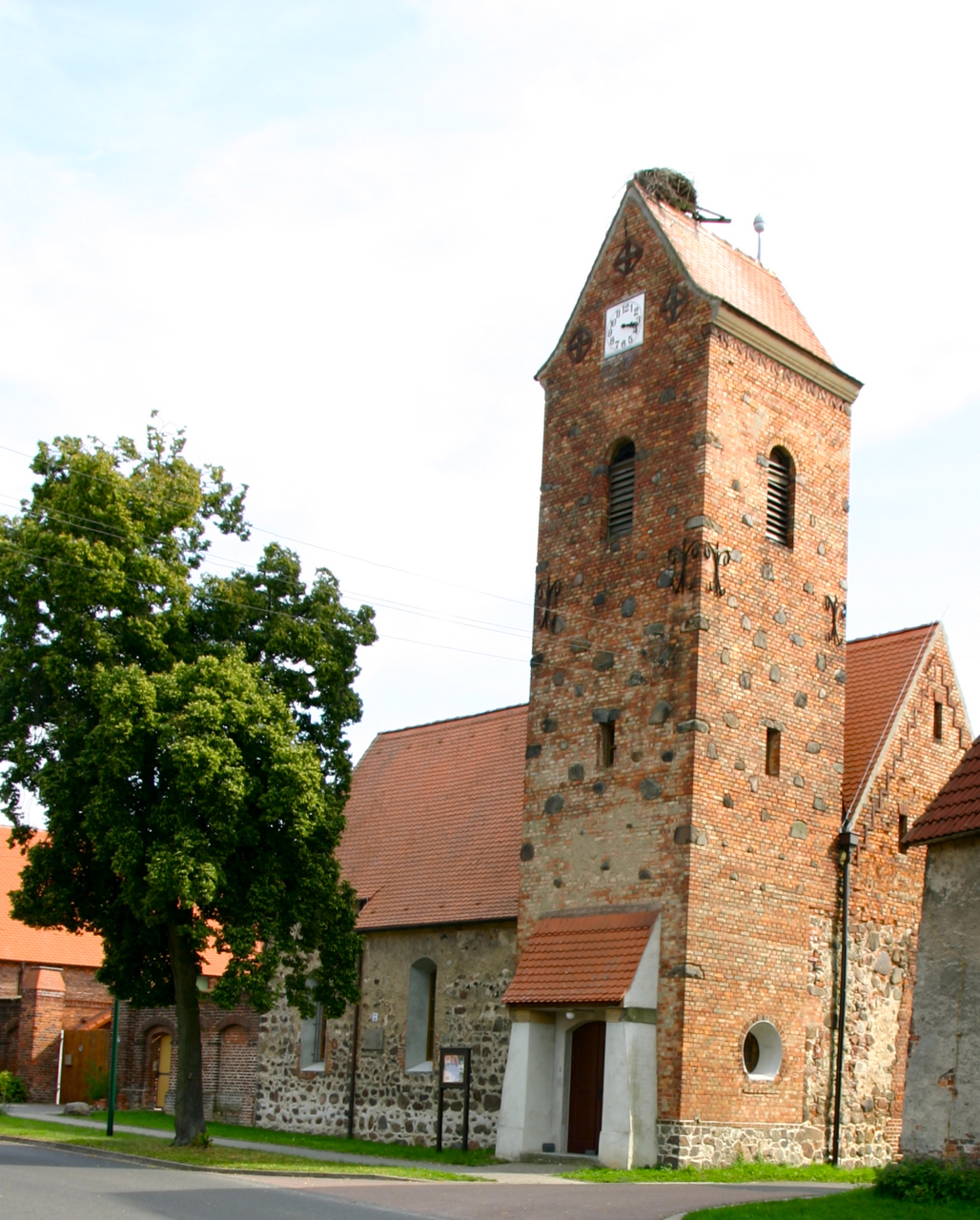
Libbesdorf
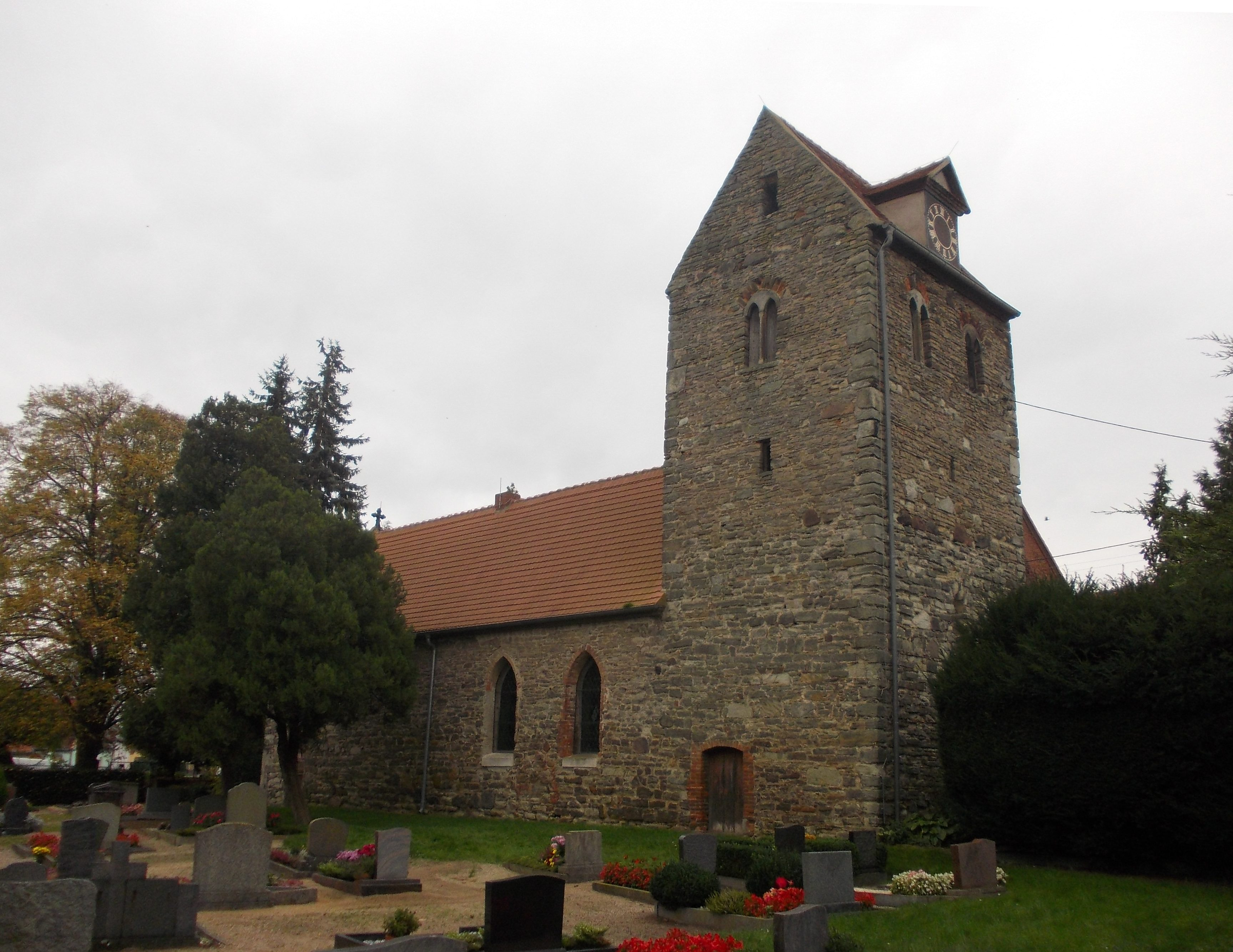
Maxdorf
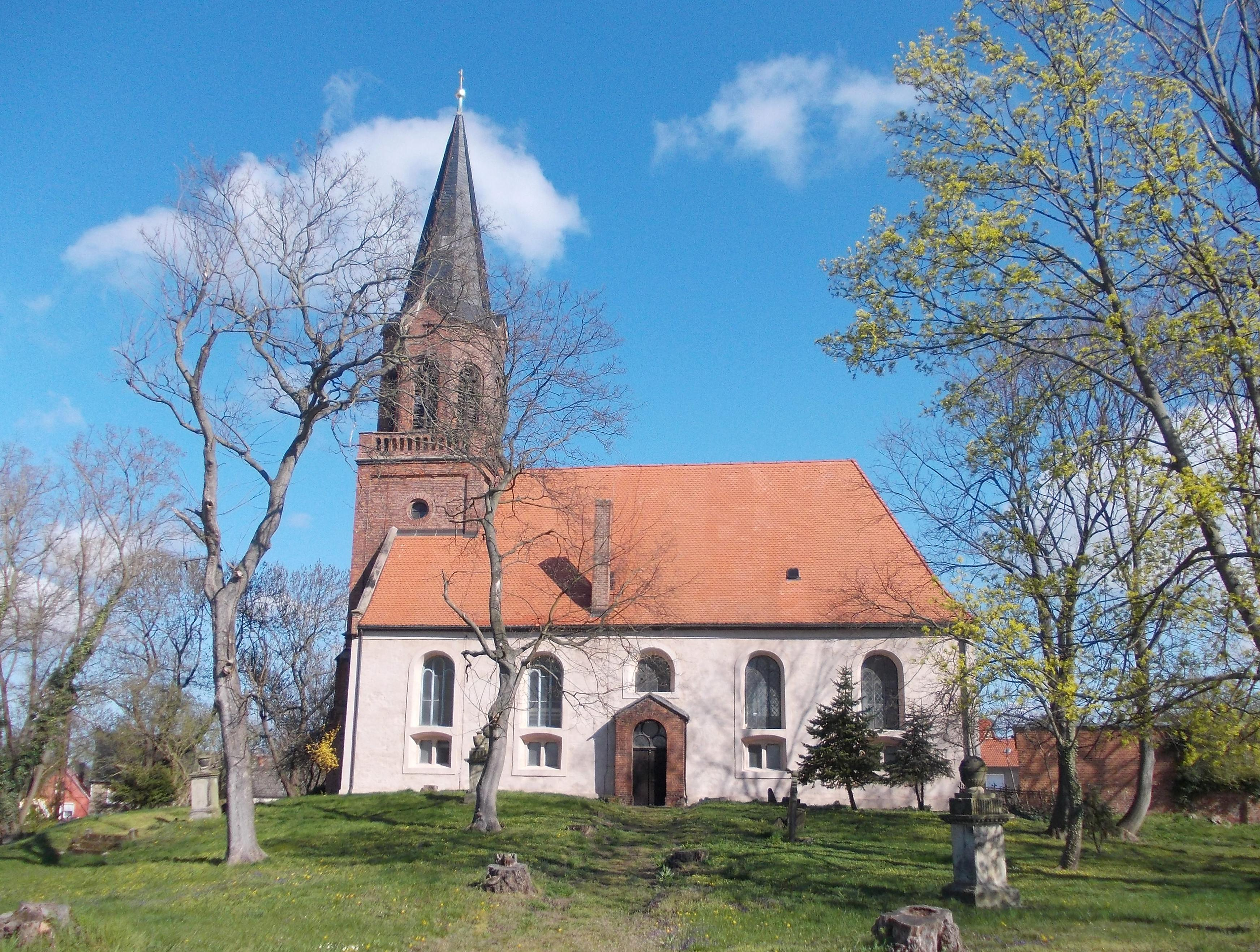
Osternienburg
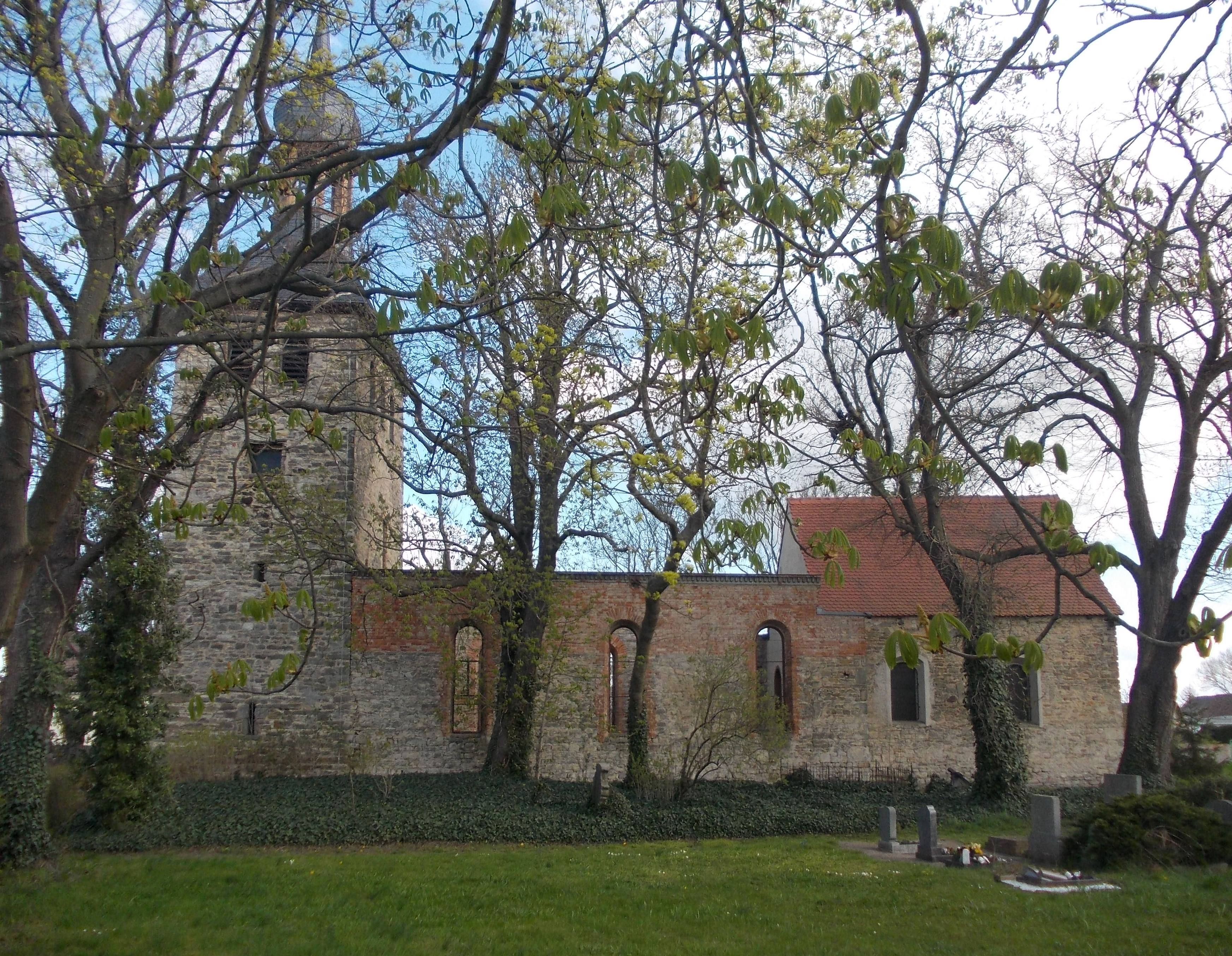
Pißdorf
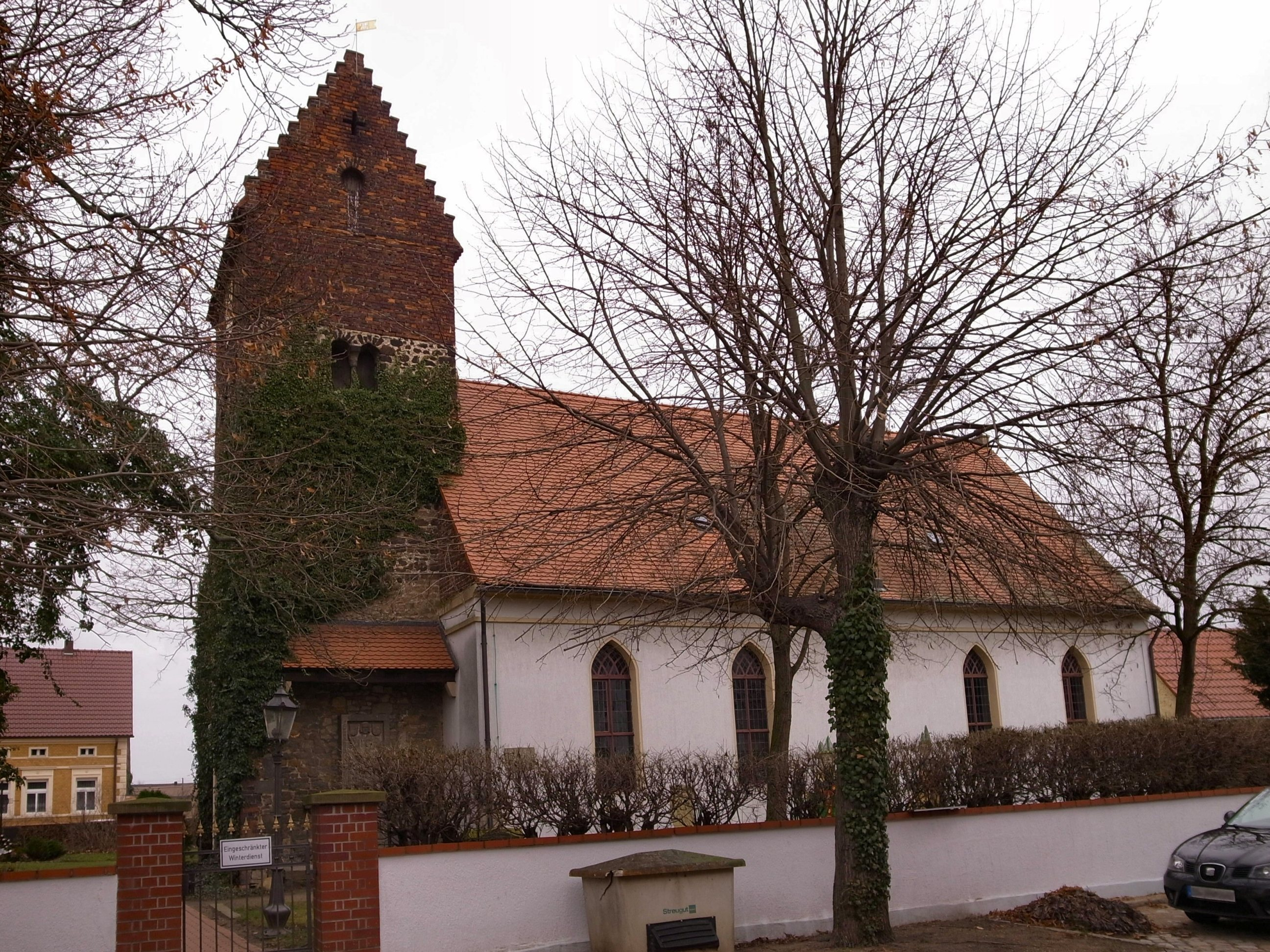
Reppichau
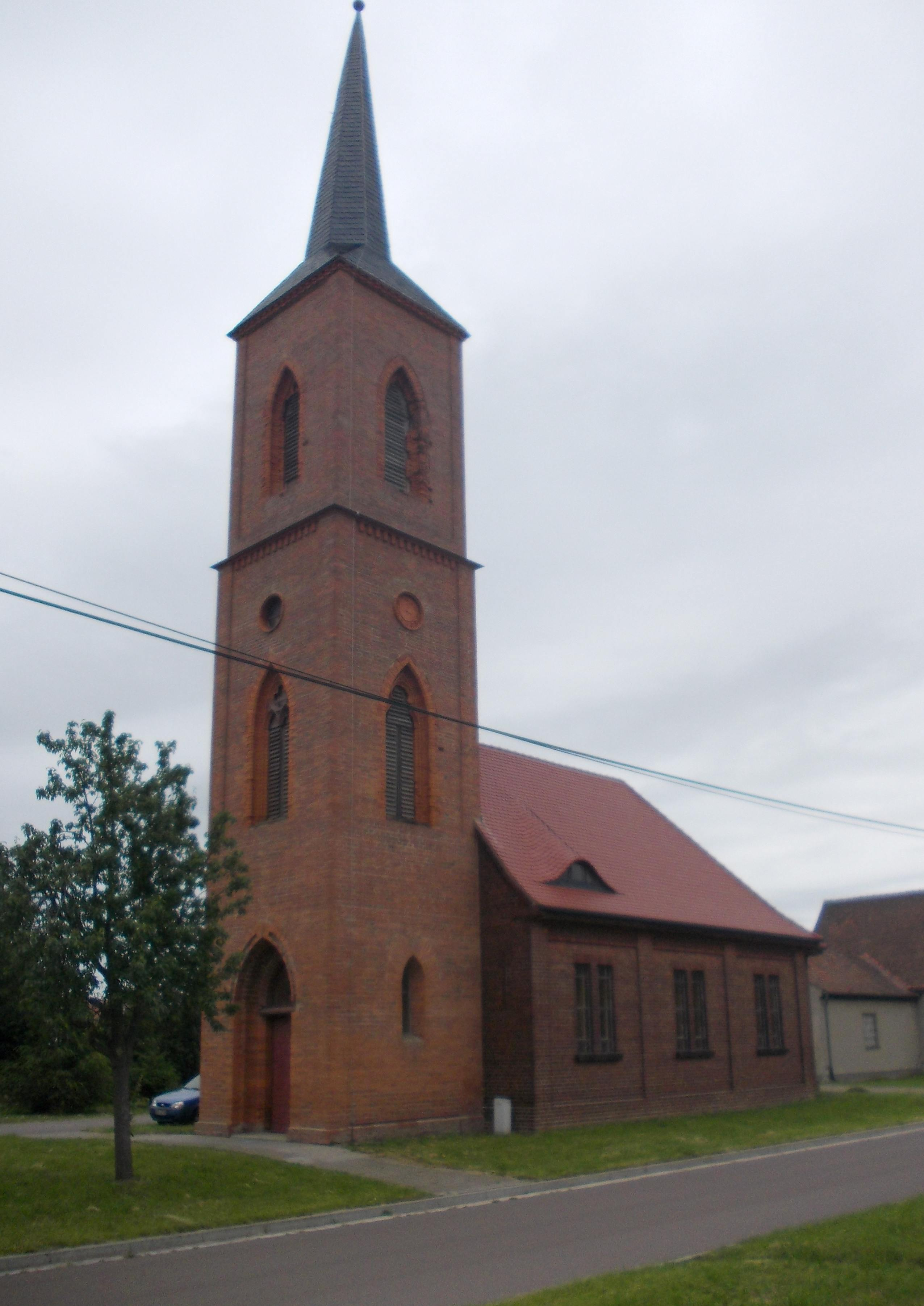
Rosefeld
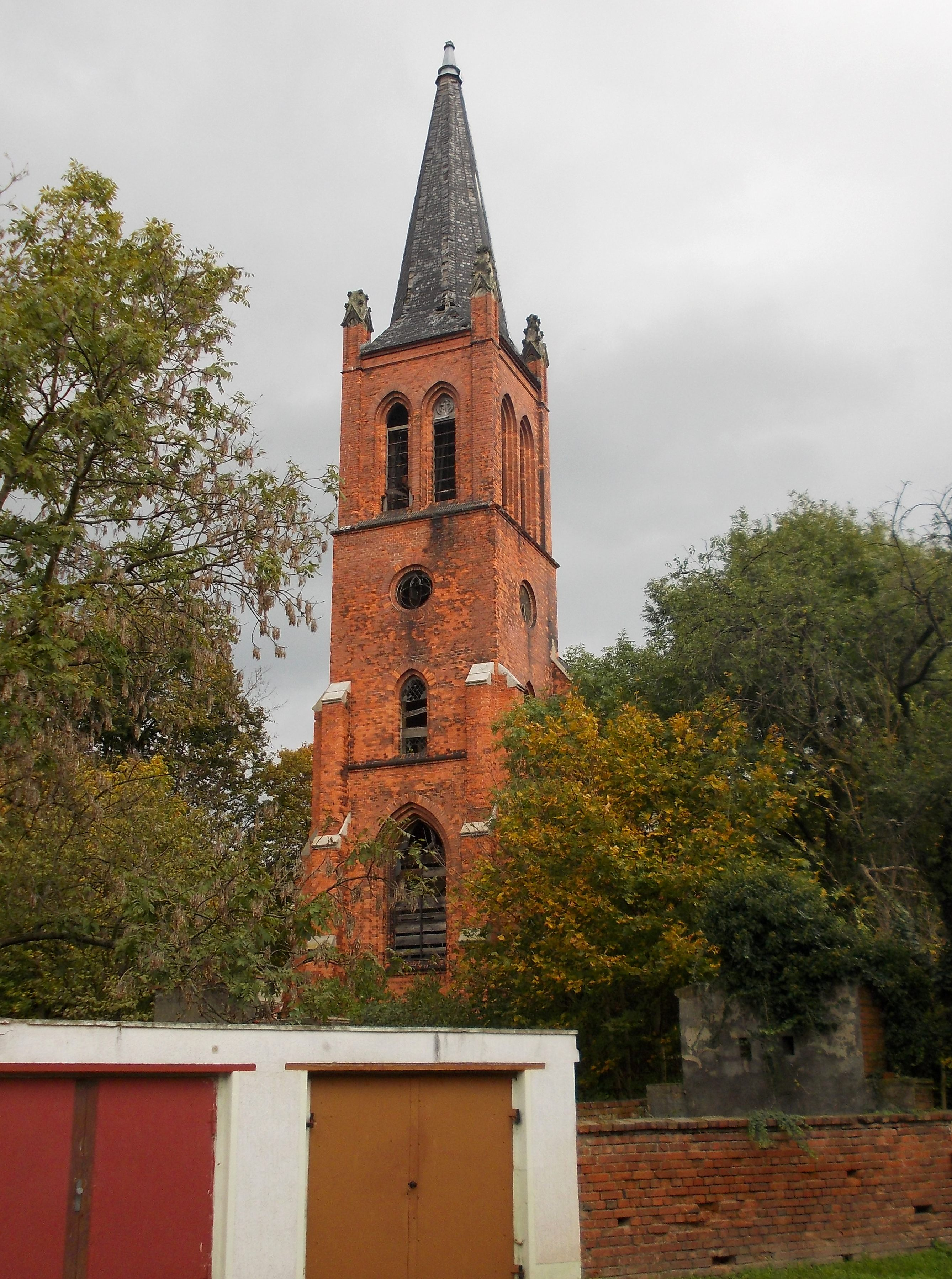
Thurau
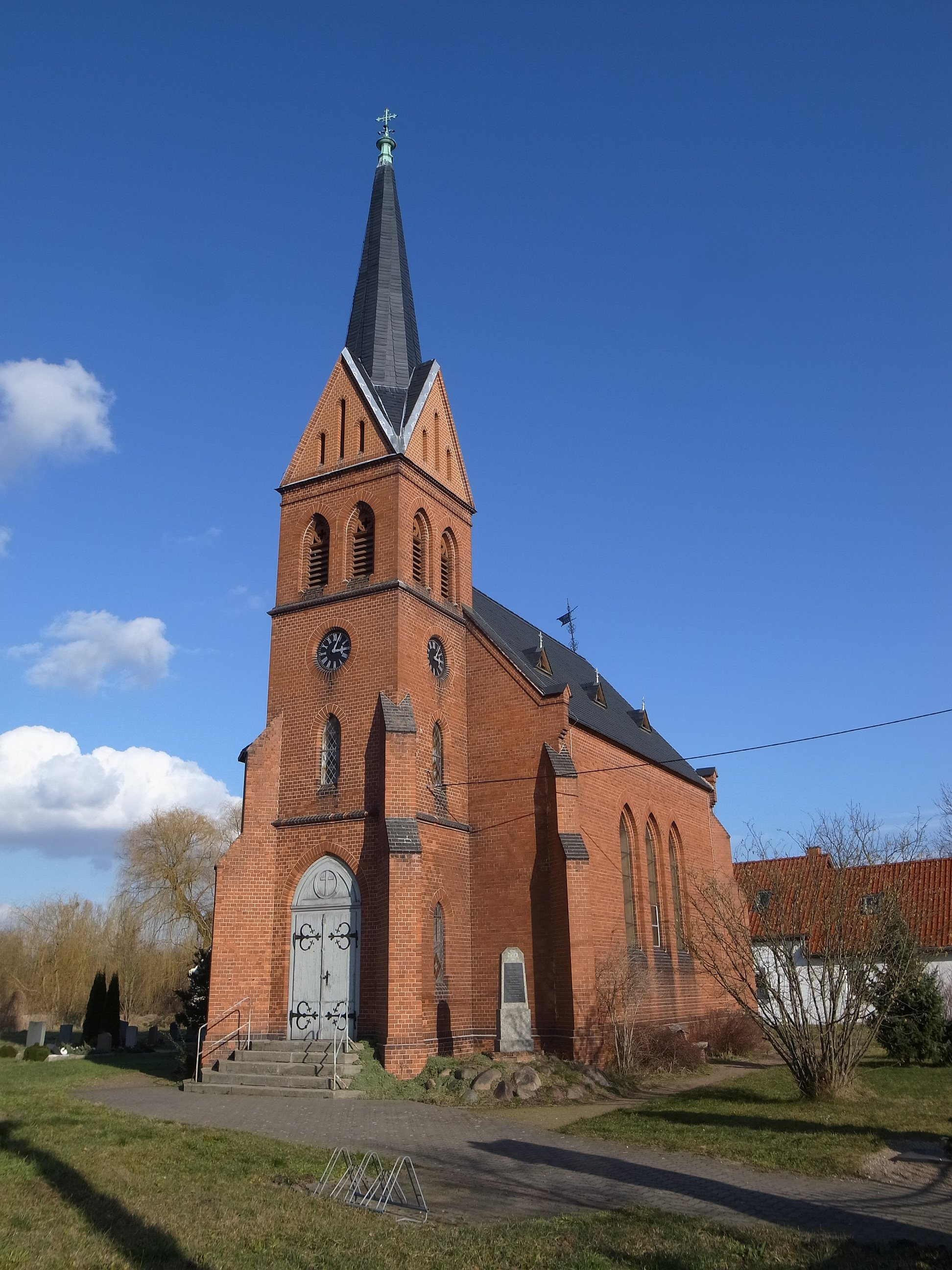
Trebbichau
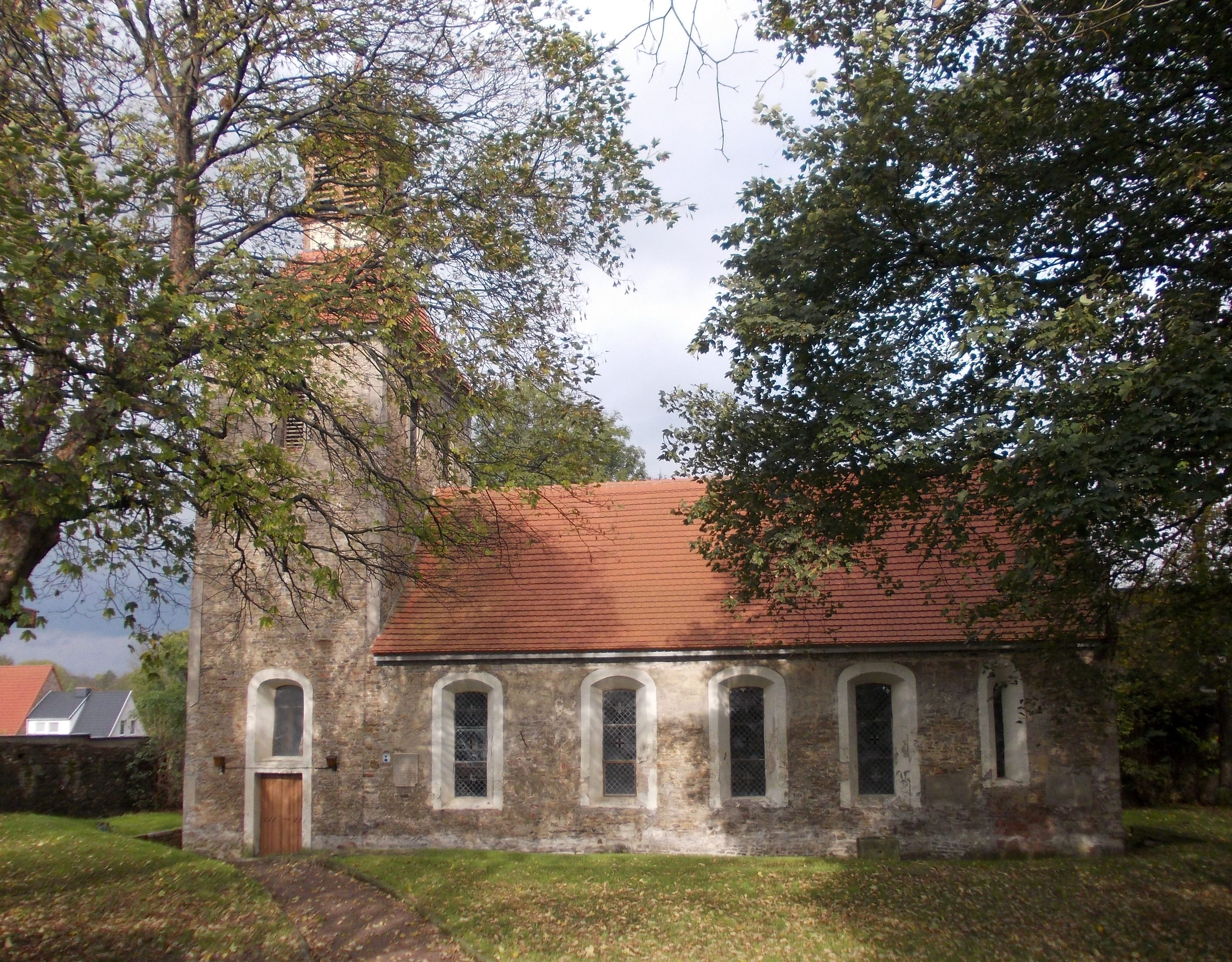
Trinum
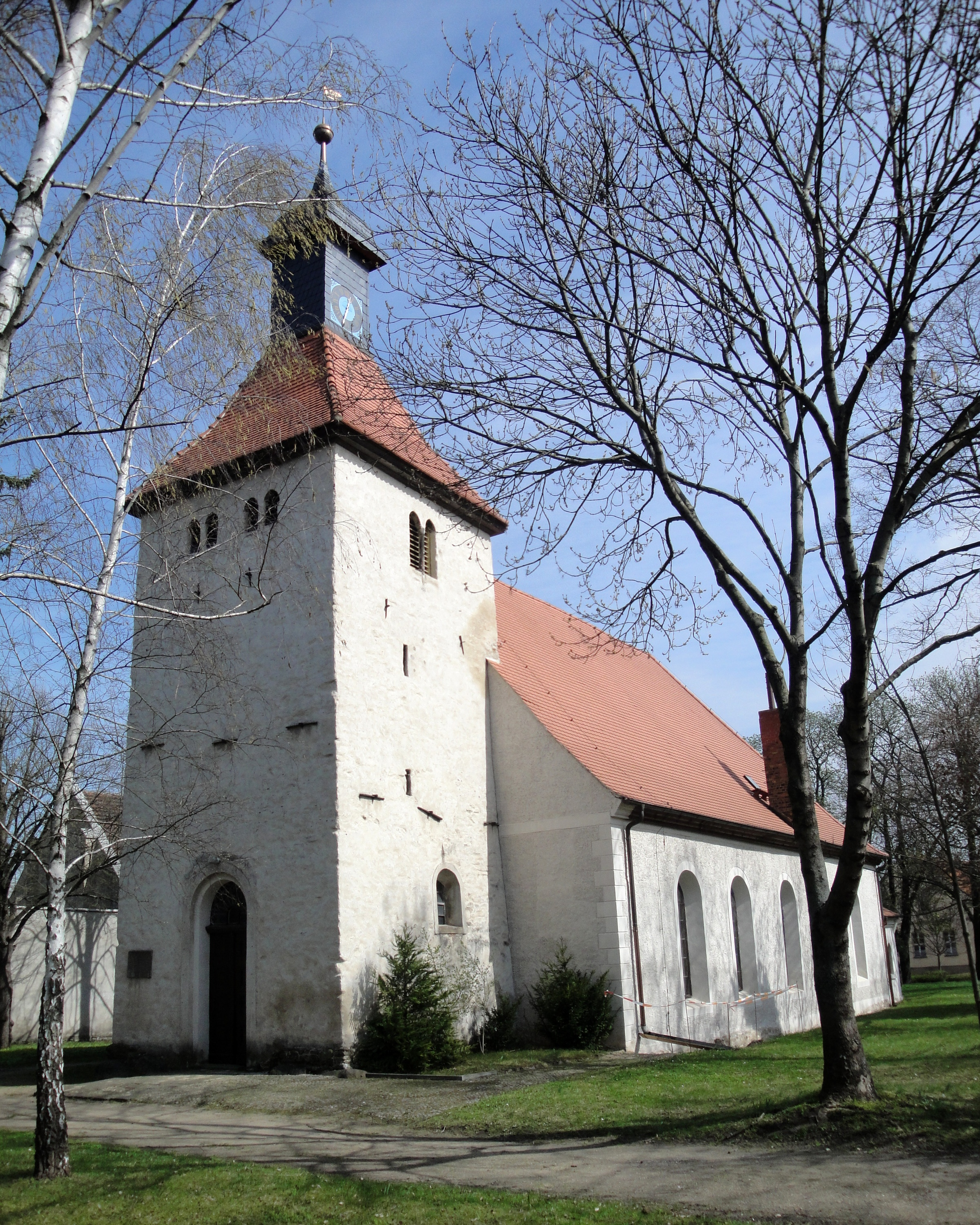
Wulfen

## Népesség
A település népességének változása:
| Lakosok száma | 9115 | 8652 | 8549 | 8374 | 8308 | 8259 |
|               | 2014 | 2017 | 2019 | 2021 | 2022 | 2023 |

## Híres emberek
- Osternienburgban született Theodor Friedrich Stange (1741–1831), teológus